# Donna Gigliotti
Pour les articles homonymes, voir Gigliotti.
Donna Gigliotti est une productrice de cinéma américaine née en 1955.

## Biographie
Donna Gigliotti commence sa carrière comme assistante de Martin Scorsese sur le tournage de Raging Bull. Elle devient par la suite directrice des acquisitions pour UA Classics, une filiale d'United Artists, puis fonde, avec Michael Barker, Tom Bernard et Marcie Bloom, Orion Classics, une filiale d'Orion Pictures.
Entre 1993 et 1996, elle est vice-présidente de Miramax Films. Au début des années 2000, elle est présidente chargée de la production pour USA Films. En octobre 2010 elle est nommée présidente chargée de la production pour The Weinstein Company,,.
Elle est depuis 2014 présidente de Levantine Films, un fonds de financement du cinéma basé à New York,.
C'est l'une des (seulement) huit productrices à avoir obtenu un Oscar du meilleur film.

## Filmographie

### comme assistante du réalisateur
- 1980 : Raging Bull de Martin Scorsese

### comme productrice
- 1995 : Le Don du roi de Michael Hoffman
- 1995 : Le Diable en robe bleue de Carl Franklin
- 1995 : Romance sur le lac de John Irvin
- 1996 : Emma, l'entremetteuse de Douglas McGrath
- 1998 : Shakespeare in Love de John Madden
- 1998 : Talk of Angels de Nick Hamm
- 2004 : Vanity Fair : La Foire aux vanités de Mira Nair
- 2007 : The Good Night de Jake Paltrow
- 2008 : The Reader de Stephen Daldry
- 2008 : Two Lovers de James Gray
- 2010 : Laisse-moi entrer de Matt Reeves
- 2010 : Shanghai de Mikael Håfström
- 2011 : Mais comment font les femmes ? de Douglas McGrath
- 2011 : W.E. de Madonna
- 2012 : Happiness Therapy de David O. Russell
- 2014 : Big Stone Gap d'Adriana Trigiani
- 2017 : Les Figures de l'ombre (Hidden Figures) de Theodore Melfi
- 2023 : Ils étaient un seul homme (The Boys in the Boat) de George Clooney

## Distinctions

### Récompenses
- Oscars 1999 : Oscar du meilleur film pour Shakespeare in Love, conjointement avec David Parfitt, Harvey Weinstein, Edward Zwick, Marc Norman
- BAFTA 1999 : BAFA du meilleur film pour Shakespeare in Love, conjointement avec David Parfitt, Harvey Weinstein, Edward Zwick, Marc Norman

### Nominations
- Oscars 2013 : Happiness Therapy nommé pour l'Oscar du meilleur film
- Oscars 2009 : The Reader nommé pour l'Oscar du meilleur film
- BAFTA 2009 : The Reader nommé pour le BAFA du meilleur film